# Fakhraly
Fakhraly är en ort i Azerbajdzjan.   Den ligger i distriktet Goranboj, i den centrala delen av landet, 280 km väster om huvudstaden Baku. Fakhraly ligger 197 meter över havet och antalet invånare är 2 600.
Terrängen runt Fakhraly är platt. Runt Fakhraly är det ganska tätbefolkat, med 70 invånare per kvadratkilometer.. Närmaste större samhälle är Ganja, 18,1 km väster om Fakhraly.
Trakten runt Fakhraly består till största delen av jordbruksmark.